# Erfzonde

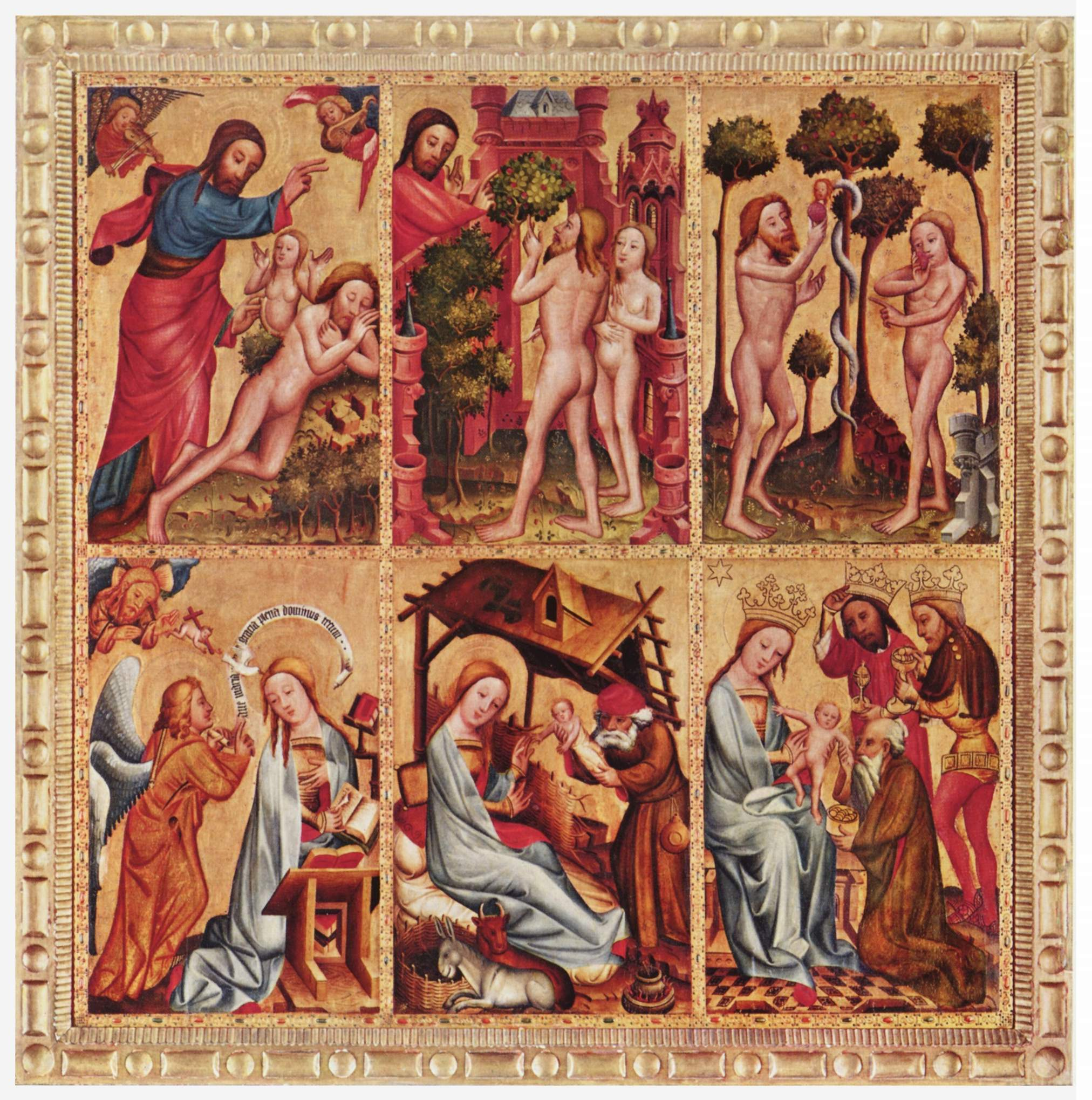
De Erfzonde. Schilder: Bertram von Minden. Kunsthalle Hamburg

De erfzonde of oorsprongszonde is in het christendom de zondigheid die ieder mens bij zijn geboorte aankleeft als gevolg van de zondeval van het eerste mensenpaar (Adam en Eva). Vrijwel alle christelijke kerken onderschrijven dit leerstuk, al zijn er verschillen in betekenis tussen de leer in de Oosters-orthodoxe kerken, Rooms-Katholieke Kerk de  protestantse kerken inclusief het evangelisch christendom.

## Erfzonde in de Bijbel
Het begrip 'erfzonde' komt niet in de Bijbel voor, maar is volgens de christelijke leer gevolg van de zondeval (Genesis 3). In dit verhaal waren Adam en Eva de eerste mensen, die woonden in een paradijs, de Hof van Eden. God had hen verboden te eten van de Boom van de kennis van goed en kwaad. Op aanraden van een slang - traditioneel gelijkgesteld aan Satan - aten zij toch van die boom. Hierdoor werden zij onderworpen aan zonde en dood. Door deze eerste zonde werd de gehele mensheid sterfelijk en behept met een zondige natuur (Romeinen 3:10-18).
Paulus betoogde in zijn Adam-Christus typologie in Romeinen 5:12-21 dat "de dood voor ieder mens [is] gekomen, want ieder mens heeft gezondigd". Bezorgd dat de toewijding jegens Christus van de Korintiërs in gevaar zou worden gebracht door de leer van een ander evangelie verwees Paulus naar het voorbeeld van de slang, die Eva misleidde door een leugen (2 Korintiërs 11:3).

## Historie van het dogma

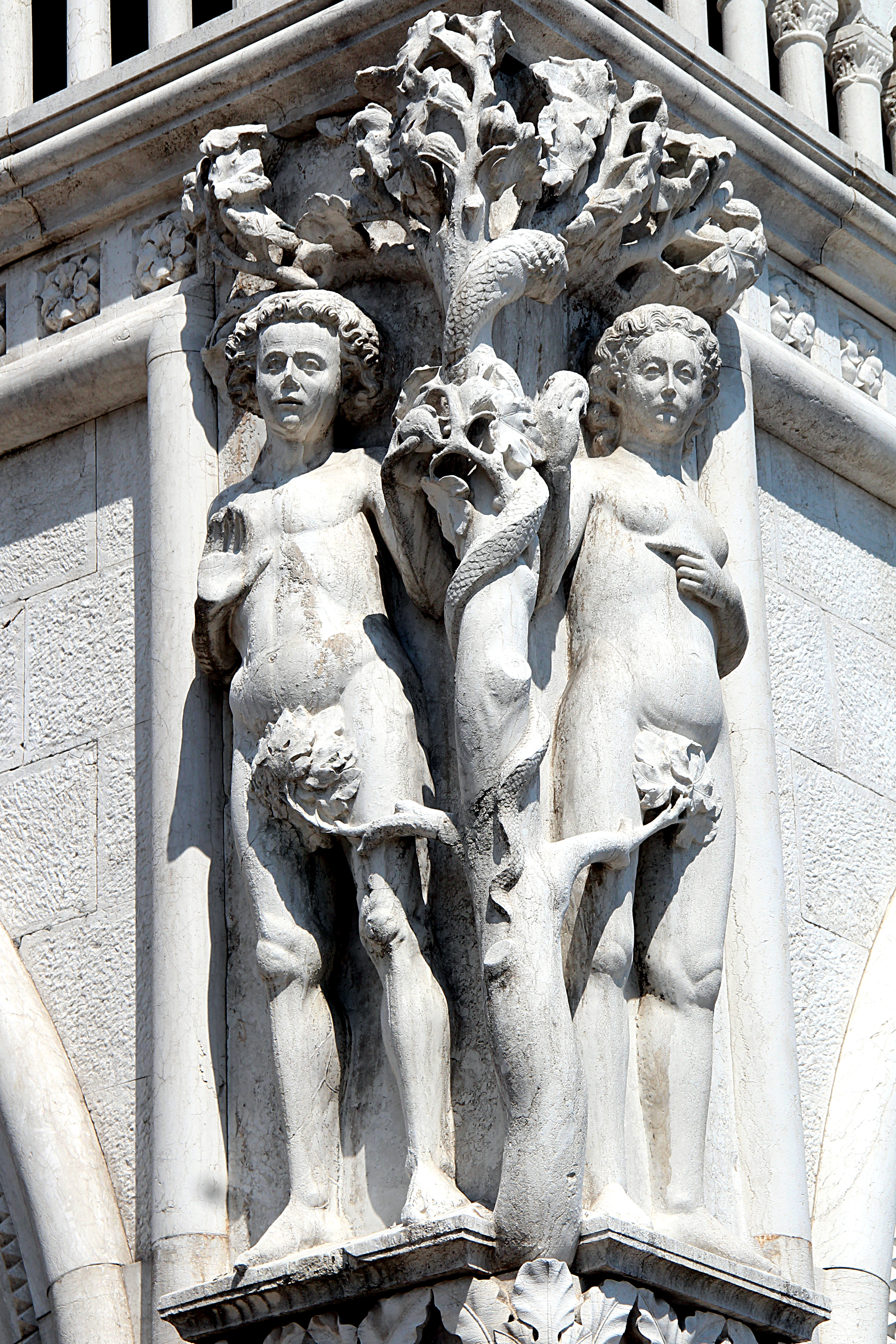
De val van Adam en Eva, een werk van Antonio Rizzo, in 1476 dat het kapiteel van de zuidwestelijke hoek van het Palazzo Ducale in Venetië siert.

Romeinen 5:12 geldt als het klassieke bewijs van de leer van de erfzonde. Omdat de Vulgaat in dit vers ἐφ’ ᾧ, eph 'hōi ("omdat, vanwege dat") vertaalde met in quo ("in de"), ontstond vanaf Ambrosiaster de interpretatie waarbij in quo op "één mens" dan wel op "de zonde van één mens" van toepassing werd gebracht. Dit is niet houdbaar, want volgens Paulus is niet alleen Adam een zondaar, maar zijn alle mensen schuldig aan hun eigen zonden. Daarom is het eenzijdige terugvoeren van zonde op Adam niet juist.
Augustinus stelde dat de mens zo was geschapen dat hij kon zondigen (posse peccare). Door de zondeval kan de mens niet níet zondigen (non posse non peccare). Wanneer Jezus wederkomt en de mensen leven op de nieuwe aarde, zal men nooit meer kunnen en willen zondigen (non posse peccare). Deze laatste staat van de mens overtreft de staat van de mens in het paradijs vóór de zondeval.
De leer van de erfzonde is op verschillende concilies vastgesteld, bevestigd en toegelicht. Het Concilie van Carthago (418) en Tweede Concilie van Orange (529) keerden zich beide tegen de leer van Pelagius, het zogeheten pelagianisme dat de erfzonde ontkent. Op grond daarvan heeft de christelijke kerk het pelagianisme als dwaalleer veroordeeld. De leer is opnieuw bevestigd en toegelicht op het Concilie van Ferrara-Florence (1439) en het Concilie van Trente (1545-1563).
De erfzonde geldt voor het gehele menselijke geslacht. Er is volgens de Rooms-Katholieke Kerk een uitzondering: Maria, de moeder van Jezus. Volgens het het leerstuk van de onbevlekte Ontvangenis van Maria is zij zondeloos geboren. Op grond daarvan kon ook Jezus zonder zonde worden geboren. Protestantse christenen kennen de leer van de onbevlekte ontvangenis van Maria niet,  volgens hen is alleen Jezus zonder erfzonde geboren.
De leer van de erfzonde is binnen het gereformeerde protestantisme onder andere vastgelegd in de Nederlandse Geloofsbelijdenis. Volgens artikel 15 hebben alle mensen een zondige natuur en wordt de erfzonde niet teniet gedaan door de doop.
Mensen met een klassiek conservatieve levensopvatting hebben vaak belangstelling voor de leer van de erfzonde. Voorbeelden hiervan zijn: J.L. Heldring en Theodore Dalrymple. In een open brief aan Václav Havel heeft Joseph Brodsky het belang van dit leerstuk benadrukt. Ook van progressieve zijde wordt de erfzonde geleerd, bijvoorbeeld door de "rode dominee" Jan Buskes. Ook theologen als Karl Barth en Michael Ramsey die zich ter linkerzijde van het politieke spectrum bevonden, geloofden in de leer van de erfzonde.

## Erfzonde in de christelijke dogmatiek
De leer van de erfzonde is een centrale leerstelling in de christelijke dogmatiek. Het is een hoeksteen van de verzoeningsleer. De erfzonde veroorzaakt een verwijdering tussen mens en God en maakt een verzoening noodzakelijk. De erfzonde veroorzaakt tevens sterfelijkheid en lijden van de mens waardoor de zondige mens verlossing nodig heeft. Deze verlossing van de mens, tevens verzoening tussen mens en God, is gekomen, volgens het christendom, met de kruisdood en opstanding van de in Jezus Christus vleesgeworden God.
In de rooms-katholieke leer wast het doopsel de erfzonde af, maar er blijven sporen in de mens achter waardoor de geneigdheid tot zonde blijft bestaan, de zgn. 'begeerlijkheid'. Protestanten beschouwen de doop als een symbolische afwassing van de zonde van de mens.
Het leerstuk van de erfzonde zegt dat de geneigdheid tot het kwaad niet wordt veroorzaakt door externe, sociale instituties, maar in het hart van de mens zelf ligt. Reinhold Niebuhr sprak van de zonde bij de mens als 'onvermijdelijk, hoewel niet noodzakelijk'.
De erfzonde wordt wel onderscheiden in erfschuld en erfsmet.

## Maatschappelijke gevolgen
Het dogma van de erfzonde had tot in de jaren zestig van de 20e eeuw gevolgen voor de begrafenis van doodgeboren en dus ongedoopte kinderen van katholieke ouders. Ongedoopte kinderen moesten worden begraven in ongewijde aarde, omdat de erfzonde niet door de doop was afgewassen. Begin 21e eeuw werden deze graven op sommige kerkhoven alsnog gewijd. Ook was er sprake van nooddopingen bij baby's die dreigden te sterven.
De leer van de erfzonde betekent in de praktijk dat mensen of christenen zonde en kwaad niet bij één mens of groep mogen parkeren. In de grond van de zaak zijn immers alle mensen zondig, de een is niet beter dan de ander.